# К-1 (самолёт)
К-1 — советский пассажирский самолёт. Разработан К. А. Калининым в середине 20-х годов XX века.

## История
Константин Алексеевич Калинин еще в 1916 году в чине штабс-капитана получил звание военного летчика. После революции проходил обучение в институте инженеров Красного Воздушного флота (позже академия им. Жуковского). Авиационный опыт позволил ему взяться за разработку пассажирского самолета
К разработке самолета Калинин приступил в 1923 году, работая в КБ киевского ремвоздухозавода № 6, треста "Промвоздух".
Принятая схема самолета напоминала германский подкосный высокоплан Dornier Komet. При постройке самолета использовали запчасти от французского самолета Voisin и маломощный двигатель Salmson. Под этот двигатель невозможно было создать цельнометаллический самолет, пришлось создавать смешанную конструкцию. К.А. Калинин, для этого самолета, разработал крыло эллиптической формы в плане, которое имела аэродинамическое преимущество по сравнению с прямоугольным. На это крыло Калинин в 1923 году получил патент. Проект был закончен в декабре 1923 года, но требовалось финансирование для начала изготовления самолета. В мае 1924 года был получен заказ на строительство опытного образца. Самолет был построен в июне 1925 года и получил название " РВЗ-6-К-1". В воздух самолёт поднялся 26 июля 1925 г. и успешно прошёл испытания. Место рядом с пилотом в первом полете занял главный конструктор самолета. В рамках испытаний был осуществлен перелет Киев - Харьков, а затем Харьков - Москва. В Москве испытания продолжились и самолет был продемонстрирован руководству авиационной промышленности. Испытания прошли успешно и самолет получил рекомендации к серийному производству и эксплуатации в гражданском воздушном флоте. К-1 стал первым отечественным пассажирским самолётом, рекомендованным к серийному производству, однако ни один серийный экземпляр не был завершён.
Первый опытный К-1 в декабре 1925 года был передан обществу "Добролет" для эксплуатации на воздушных линиях из Москвы. Самолет успешно выполнял задачи по перевозке пассажиров, доставке грузов и почты. К-1 оставался в эксплуатации до начала тридцатых годов и налетал 190 часов, до выработки ресурса, после чего был списан.
Первый советский пассажирский самолет был построен на киевском Ремвоздухзаводе № 6 треста "Промвоздух. Выпуск самолета планировали проводить в Харькове, где на базе авиаремонтных мастерских акционерного общества "Укрвоздухпуть" был создан авиационный завод. Самолёты Калинина К-2, К-3 и К-4 созданы на базе К-1.

## Конструкция
Одномоторный подкосной высокоплан смешанной конструкции с классическим оперением.
Фюзеляж — корпус прямоугольного сечения, каркас сварной из стальных труб. Обшивка передней части (включая пассажирскую кабину) гофрированная алюминиевая, задней части — полотняная. Впереди моторный отсек, рама моторного отсека легкосъёмная (крепление на 4 болтах). Затем кабина пилота, закрытая прозрачным фонарём. За ней закрытая пассажирская кабина с диваном и двумя мягкими креслами. Доступ внутрь самолета обеспечивался через дверь по правому борту. Самолет мог принять на борт 3-4 пассажира. По бортам фюзеляжа имелось остекление большой площади.
Крыло — эллиптической формы. Каркас центроплана сварной стальной, консолей — деревянный. Обшивка крыла полотняная с усилением носка фанерой. Механизация крыла состояла из элеронов. Крыло крепилось к фюзеляжу двумя подкосами. Подкосы — стальные трубы с фанерными обтекателями. Такая схема была очень удачной для пассажирского самолета, т.к. уменьшалось воздушное сопротивление и давало пассажирам хороший обзор, что было немаловажным фактором в то время, когда воздушные путешествия были в новинку.
Двигатель — Salmson RB-9 — 170 л.с./ 126 квт, 9-цилиндровый бензиновый звездообразный водяного охлаждения. Радиаторы системы охлаждения выдвижные в поток, размещались под кабиной пилота. Винт двухлопастный деревянный РВЗ-6 постоянного шага. Топливный бак размещался в центроплане, подача топлива производилась самотеком.
Оперение — вертикальное — однокилевое, с рулём направления, каркас сварной из стальных труб, обтянутый полотном. Стабилизаторы эллиптической формы с рулями высоты. Каркас стабилизаторов деревянный, с полотняным покрытием. Управление рулями осуществлялось за счет тросовой проводки.
Шасси — двухстоечное с хвостовым костылём. Стойки V-образные, связанные осью. На каждой стойке по одному колесу. Колёса — 800 х 150. Амортизация резиновая пластинчатая. В хвостовой части фюзеляжа был установлен подрессоренный костыль без колеса.
Управление — тросовое.

## Лётно-технические характеристики

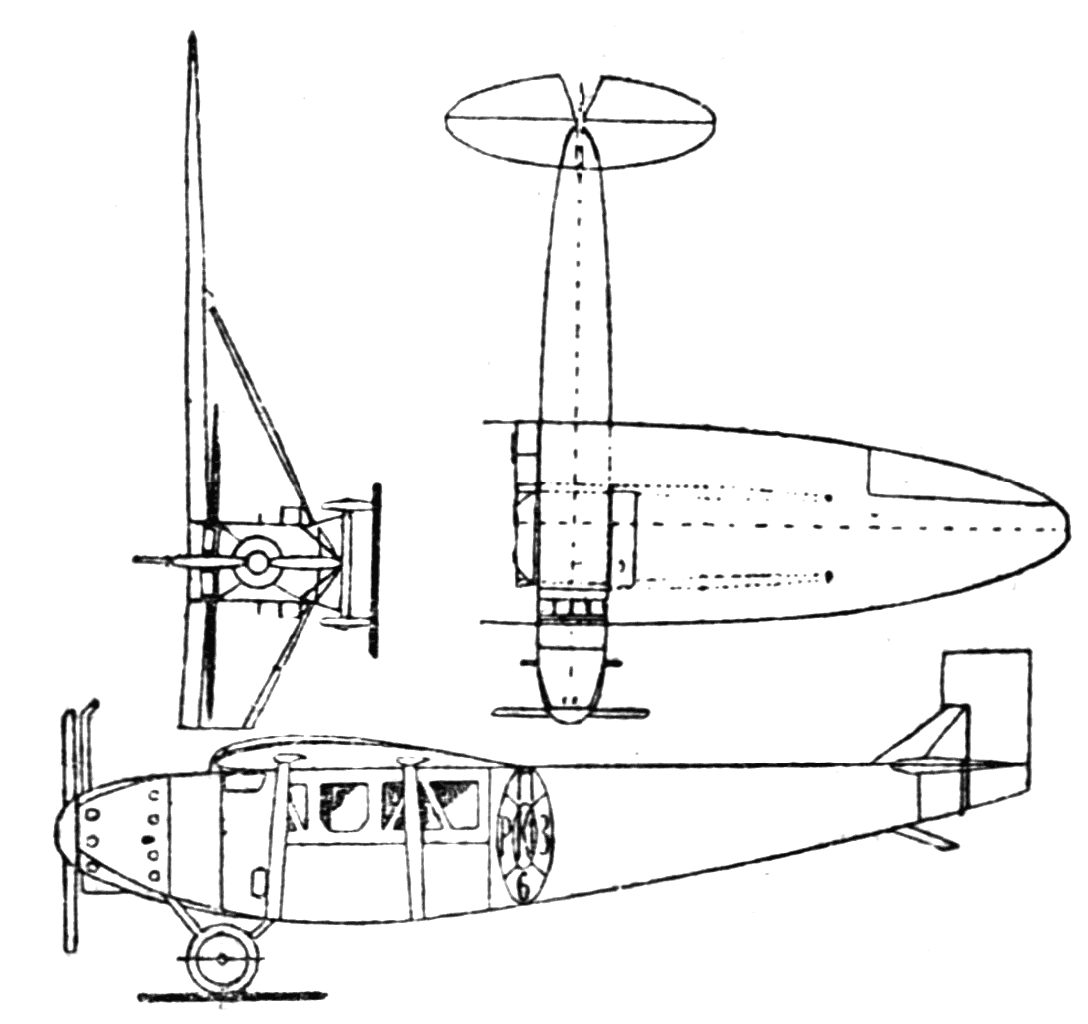
Kalinin K-1

| Характеристика         | Параметр          |
| ---------------------- | ----------------- |
| Производство           | 1925              |
| Размах крыла           | 16.76 м           |
| Длина                  | 10.72 м           |
| Высота                 | 2.80 м            |
| Площадь крыла          | 40.00 м²          |
| Масса пустого самолёта | 1452кг            |
| Взлётная масса         | 1972 кг           |
| Число пассажиров       | 3-4               |
| Экипаж                 | 1-2               |
| Крейсерская скорость   | 130 км/ч          |
| Максимальная скорость  | 161 км/ч          |
| Практический потолок   | 5040 м            |
| Дальность              | 600 км            |
| Двигатели              | 1 ПД Salmson RB-9 |
| Мощность               | 170 л.с.          |

## Дальнейшее развитие
После получения заказа на производство пяти серийных самолетов К-1 Калинин принял решение запустить производство с одновременной модернизацией самолета. Первые самолеты по новым проектам получили название К-2 и К-3.
К-2
В 1926 году тем же коллективом был создан однотипный с К-1 самолёт К-2. При его производстве широко применялся кольчугалюминий. Самолет представлял собой К-1 с цельнометаллическим фюзеляжем - стальной каркас и обшивка из кольчугалюминия. Двигатель BMW-4 (240 л.с.). Из-за этого машина получилась тяжёлой и дорогостоящей.
К-3
Следующим стал самолёт К-3, санитарная версия самолёта К-1.  Двигатель BMW-4. При его строительстве вновь преобладали дерево и полотно. Главное отличие К-3 от К-1 — иная планировка пассажирской кабины и дополнительный люк в хвосте. К-3 является первым в СССР специализированным санитарным самолётом для перевозки лежачих больных и сопровождающего медицинского персонала, мог перевозить до четырех сидячих больных или двух лежачих на носилках с сопровождающим.
К-4
Дальнейшим шагом ОКБ Калинина стал выпуск в 1928 году самолёта К-4. Он строился небольшой серией в трёх вариантах: пассажирском, санитарном и аэрофотосъёмочном. На самолёте К-4 «Червона Украина» лётчик М. А. Снегирёв и штурман И. Т. Спирин в 1928 году выполнили большой перелёт по маршруту Харьков-Москва-Иркутск-Москва-Харьков. Один экземпляр К-4 экспонировался в 1929 году на Международной авиационной выставке в Берлине.
К-5
Самую большую известность в СССР получил 9-местный самолёт К-5, выпущенный в 1929 году. С 1929 по 1934 годы в Харькове построили 257 таких самолётов, в том числе 44 со звездообразными моторами М-15 конструкции Бессонова и столько же — с рядными моторами М-17Ф (лицензионный BMW VI). Самым массовым вариантом (169 самолётов) стал К-5 со звездообразным мотором М-22 (лицензионный Bristol Jupiter).
На протяжении нескольких лет К-5 были основными машинами на многих линиях Аэрофлота.
Один К-5 М-22 был построен в варианте бомбардировщика К-5Б, но военные им не заинтересовались.
К-12 (ВС-2)
Бесхвостый самолёт с двумя двигателями М-22 (по 420 л.с. каждый), приблизившийся к схеме «летающее крыло», которую конструктор усиленно исследовал, отыскивая пути к созданию скоростного высотного самолёта. На воздушном параде 18 августа 1937 года полёт этого первого в мире бомбардировщика бесхвостой схемы вызвал большой интерес.
К-13
В те же годы (конец 30-х годов) строился и испытывался К-13 — двухмоторный бомбардировщик с бипланным хвостовым оперением.